# Eric Persson
För personer med liknande namn, se Erik Persson.

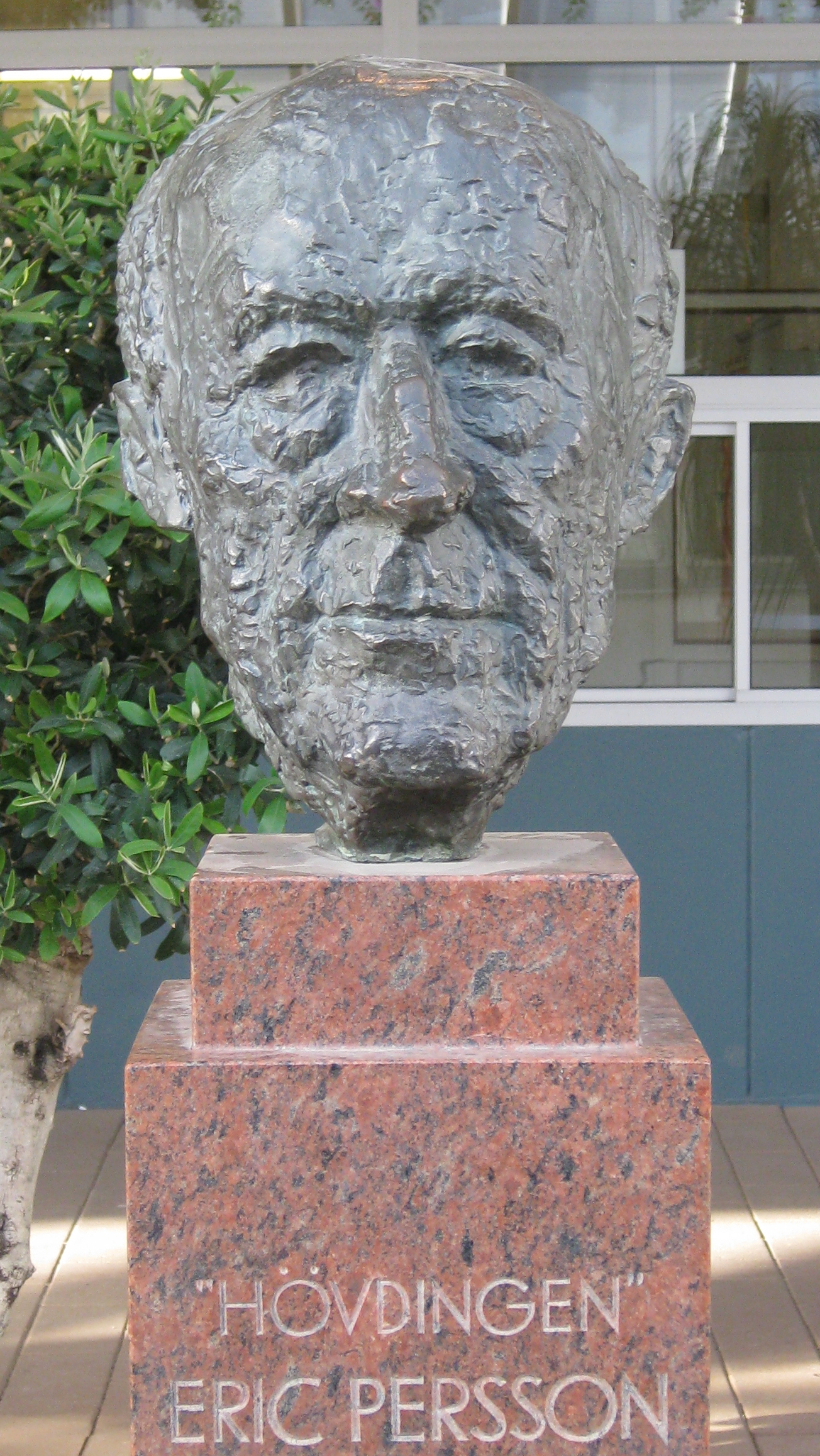
Eric Persson-bysten, vid Malmö stadion, numera på vipläktaren på Eleda Stadion.

Karl Eric Henning "Hövdingen" Persson, född 19 april 1898 i Västra Skrävlinge församling, Malmö, död 9 juni 1984 i Sankt Johannes församling, Malmö, var en ledare inom svensk fotboll och ordförande i Malmö FF (1937–1975).

## Biografi
Persson växte upp i arbetarmiljö på Torpgatan i Malmö. Pappa Nils tog med Eric till målarnas fackmöten, där han fick sjunga Arbetets söner och Internationalen. Eric ville engagera sig i en fotbollsklubb och eftersom MFF på den tiden bestod av kroppsarbetare, var valet självklart. Han klev in föreningen 1925. Fyra år senare blev han sekreterare i styrelsen - och 1937 valdes han till ordförande i Malmö FF.
Själv blev dock Persson inte arbetare, efter realskoleexamen och studier vid handelsskola kom han 1929–1955 att arbeta som inköpschef på AB Påhls Choklad.
Persson var som en pappa för de spelare som kallas "44-laget" dvs det lag som erövrade MFF:s första guld säsongen 1943-1944 och som senare stod för det till synes oslagbara rekordet att spela 49 allsvenska matcher i sträck utan förlust under åren 1949-1951. Persson var gift med Lotten (Charlotta) som under en lång följd av år korrekturläste MFF:s årsböcker som Eric Persson författade. De hade två döttrar, Birgit och Barbro.
Under andra världskriget deltog Eric Persson som en av organisatörerna i operationer att rädda judar undan den tyska ockupationen av Danmark. För detta arbete tilldelades han den danska orden, Christian X:s Frihetsmedalj. Eric Persson hade även ett stort historiskt intresse och hans specialitet var historiska byggnader, främst kyrkor, och det finns en del historier om hur laget under tidigare års turnéer utomlands mer eller mindre tvingades följa med och dela Erics sakrosankta arkitektoniska intresse.
Under VM 1958 ingick Hövdingen i landslagets uttagningskommitté (UK) tillsammans med Einar Jonasson och Nalle Halldén.
Hos den socialdemokratiska eliten åtnjöt han stor respekt. På sin 80-årsdag uppvaktades han i hemmet av dåvarande partiledaren Olof Palme som tilldelade honom Brantingmedaljen. Han var även god vän med Per-Albin Hansson. Eric Perssons hjärta fanns till vänster[källa behövs]. Innan gamla Hotell Regina i Stockholm revs[källa behövs] önskade och fick han nyckeln till rummet som Vladimir Lenin övernattat i under sin exiltid i Stockholm.
Vid årsmötet 1973 tillkännagav Eric Persson att hans efterträdare skulle bli Hans Cavalli-Björkman, direktör på Skandinaviska Enskilda Banken.
Under Erics tid som MFF:s ledare vann klubben 11 SM och 9 cuptitlar. Klubben gick från att vara i div. II till Europacupfinal 1979. För att ha nått finalen i Europacupen för mästarlag tilldelades Eric Persson, tillsammans med spelarna och tränaren Bob Houghton, en kopia av Svenska Dagbladets guldmedalj som Malmö FF tilldelats.
Den 31 oktober 2013 släpptes den första boken om Eric Persson. Den heter "Stolt och stark" och är gjord av MFF-legendaren Staffan Tapper tillsammans med författaren Mikael Sjöblom och fotografen Klas Andersson.

## Tränarval
- Antonio Duran (1964–1971)
- Bob Houghton (1974–1980), (1990–1992)

## När lillebror fällde storebror
IFK Malmö anmälde 1934 MFF för att ha utbetalat segerpremier. MFF tvångsnedflyttades från Allsvenskan för brott mot amatörbestämmelserna.
Eric Perssons livslånga hat mot IFK Malmö-gult tog därmed sin början (när Persson drygt 40 år senare tillsammans med Bob Houghton såg en TV-match där ett av lagen spelade i gult skruvade han bort färgen på TV-apparaten). Han skall heller aldrig mer ha satt sig i en gul taxibil.

## Citat
- "Vi mot dem"
- "Guld det tar man, silver det får man"
- "Bara svin tar mer än två snapsar till maten"
- "Den som gapar efter lite, sparar ofta hela stycket"
- "I MFF spelar vi blått, men röstar rött" [3]

## Viloplats

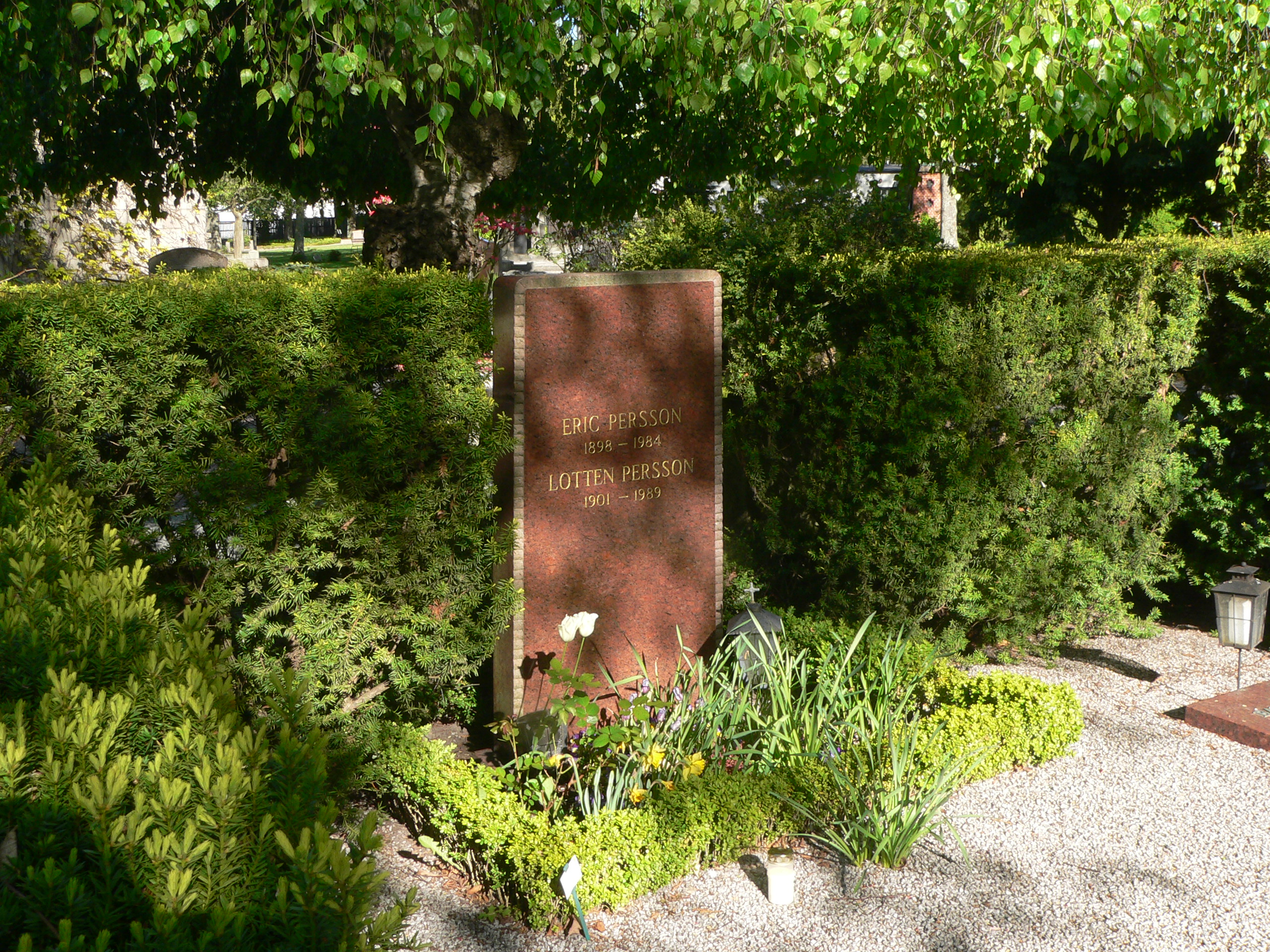
Eric och Lotten Perssons grav i kvarteret Annelund (gravplats 10) på S:t Pauli mellersta kyrkogård. Dotterns gravsten skymtar till höger.

Persson är begravd på S:t Pauli mellersta kyrkogård i Malmö. Om man går in via den norra ingången från S:t Knuts väg ligger Erics, hans fru Lottens och deras dotter Barbros viloplats femtiotalet meter in på kyrkogården på vänster sida om allévägen mot kapellet och strax före parkeringen vid detta.